# Jeffersonville (Indiana)
Jeffersonville é uma cidade localizada no estado americano de Indiana, no Condado de Clark. Localmente, a cidade é frequentemente chamada pelo nome abreviado "Jeff". Ela fica diretamente do outro lado do Rio Ohio, ao norte de Louisville, Kentucky, ao longo da rodovia I-65. A população era de 49 447 habitantes no censo de 2020.
Jeffersonville começou como um assentamento ao redor do Forte Finney após 1786 e foi nomeada em homenagem a Thomas Jefferson em 1801, ano em que ele assumiu a presidência.

## Demografia
Segundo o censo americano de 2020, a sua população era de quase 50 000 habitantes. Em 2006, foi estimada uma população de 29.220.

## Geografia
De acordo com o United States Census Bureau tem uma área de 35,2 km², dos quais 35,2 km² cobertos por terra e 0,0 km² cobertos por água. Jeffersonville localiza-se a aproximadamente 135 m acima do nível do mar.

## Localidades na vizinhança
O diagrama seguinte representa as localidades num raio de 8 km ao redor de Jeffersonville.